# Northrop Grumman Space Systems

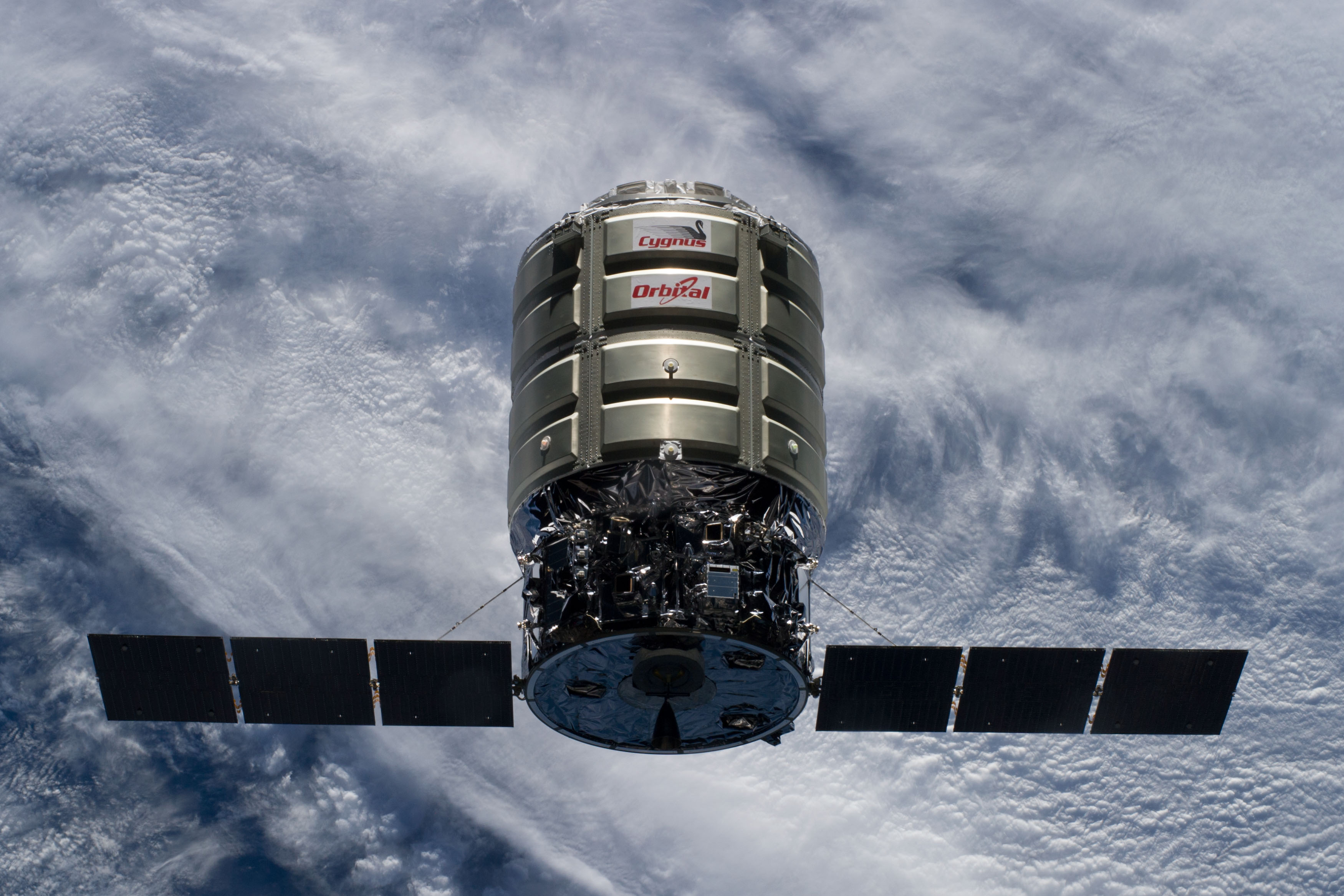
Raumschiff Cygnus, mit dem im Auftrag der NASA Frachtversorgungsflüge zur ISS ausgeführt werden.

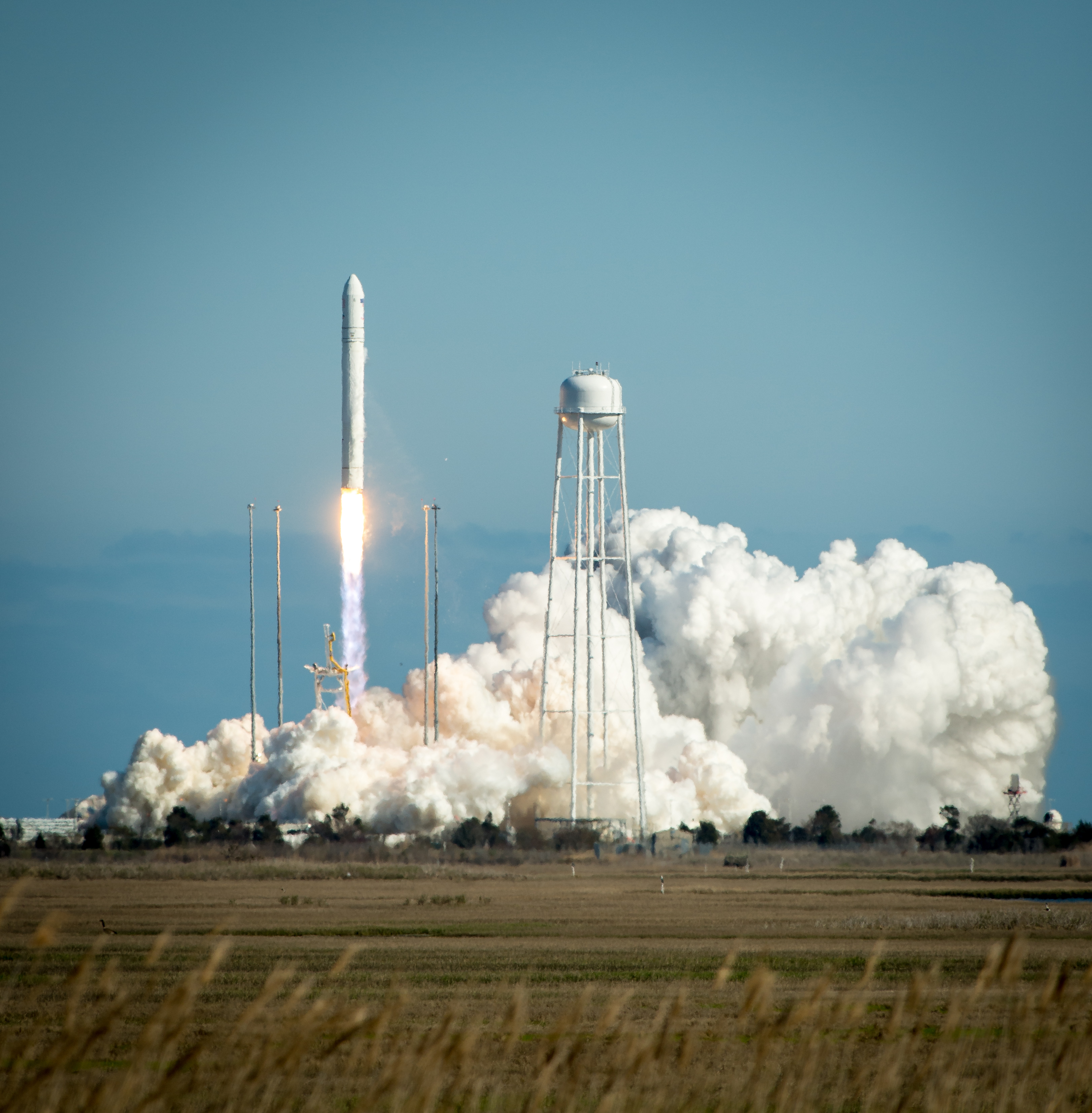
Erstflug der Antares

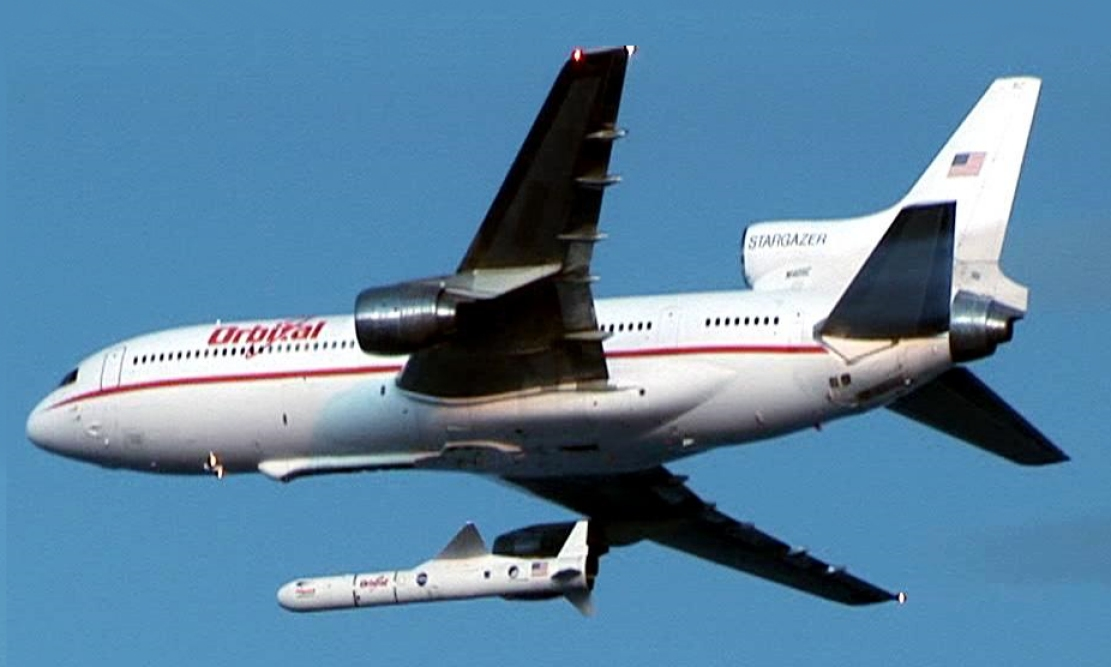
Der Stargazer, eine von Orbital zum Startflugzeug für Raketen umgebaute Lockheed Tristar, beim Starten einer Pegasus-Rakete

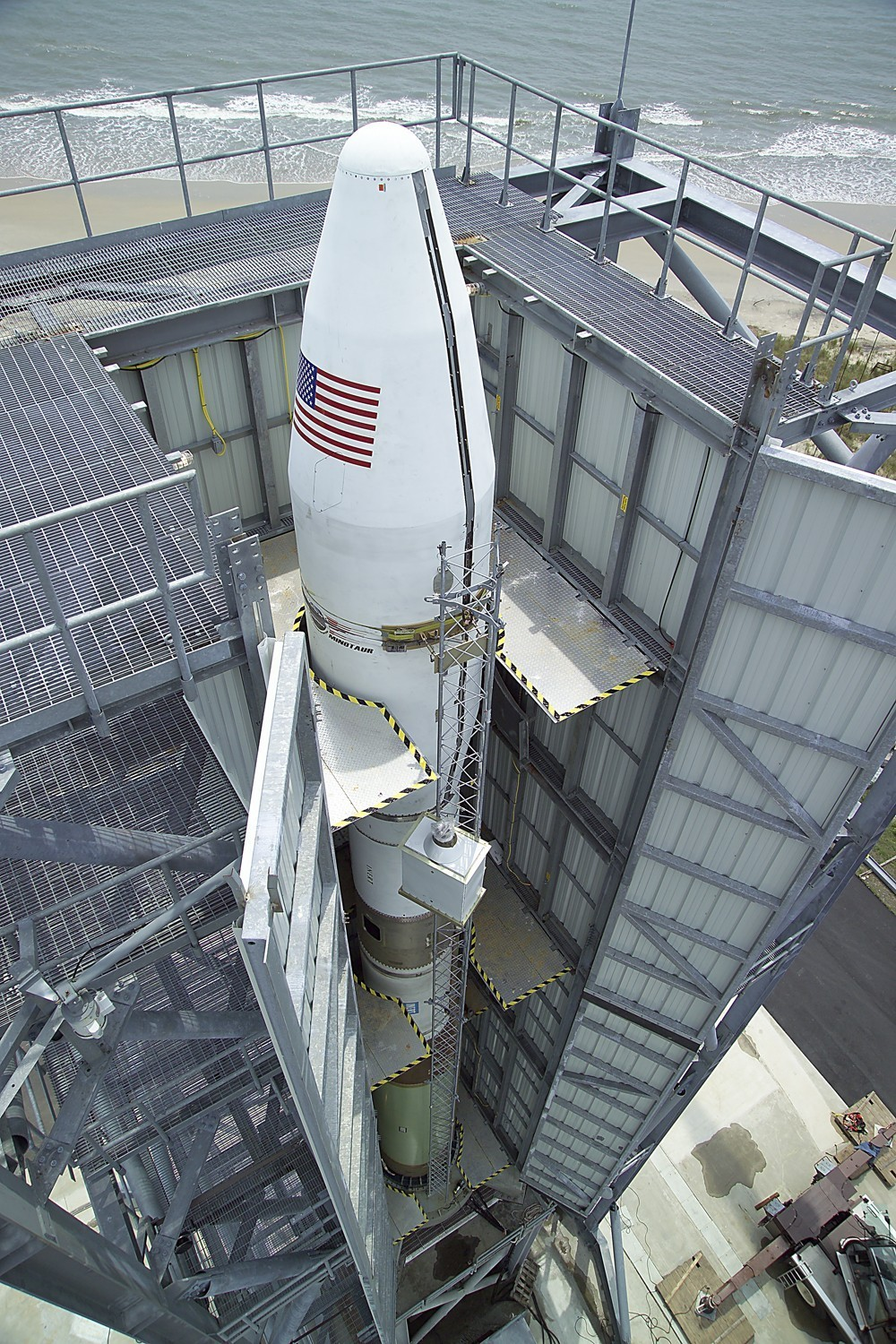
Minotaur-Rakete

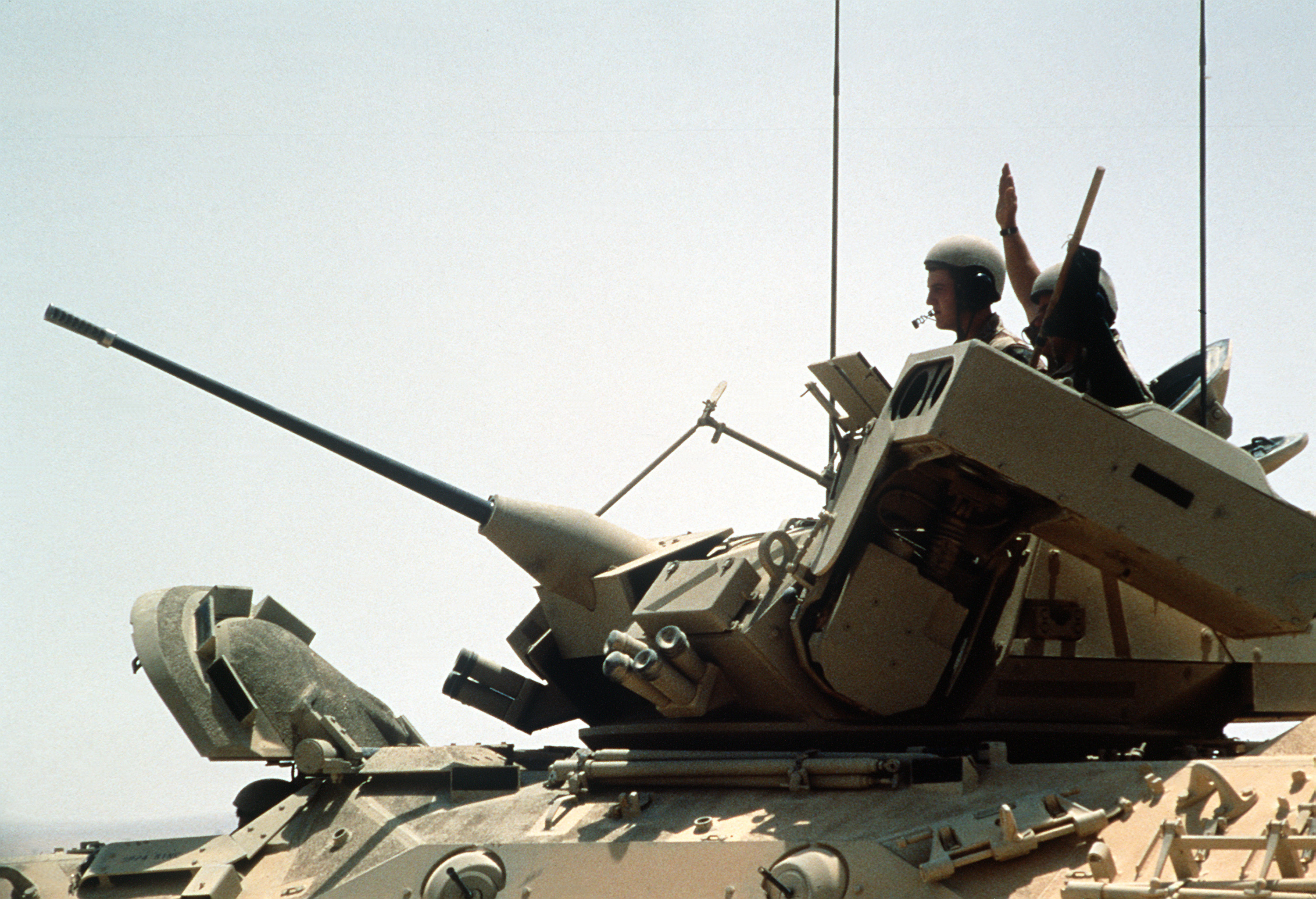
Die Maschinenkanone M242 Bushmaster als Standardbewaffnung des Schützenpanzers M2 Bradley

Northrop Grumman Space Systems (vormals Northrop Grumman Innovation Systems, davor Orbital ATK) ist ein US-amerikanisches Raumfahrt-, Rüstungs- und Luftfahrtunternehmen mit Sitz in Dulles, Virginia das 2015 aus der Fusion der Orbital Sciences Corporation und der ATK Aerospace and Defense, der Rüstungssparte von Alliant Techsystems, hervorging und 2018 von Northrop Grumman übernommen wurde.
Das operative Geschäft ist in drei Bereiche gegliedert: Flugsysteme, Verteidigungssysteme und Weltraumsysteme.

## Geschichte
Das Raumfahrtunternehmen Orbital Sciences Corporation war 1982 von drei befreundeten Absolventen der Harvard Business School David Thompson, Scott Webster und Bruce Ferguson gegründet worden. Ihr erstes Produkt für die NASA war die Transfer Orbit Stage (TOS). Weltweit bekannt wurde sie, als sie mit im Rahmen des NASA-Programmes Commercial Orbital Transportation Services mit dem Frachtraumschiff Cygnus und der Trägerrakete Antares die Kapazität für Versorgungsflüge zur Internationalen Raumstation entwickelten. Auf Basis dieser erfolgreichen Entwicklung beauftragte die NASA im Rahmen ihres Programmes Commercial Resupply Services die Firma 2008 für die Zeit vom 1. Januar 2009 bis zum 31. Dezember 2016 mit 8 Frachtmissionen zur ISS für 1,9 Milliarden US-Dollar.
ATK Aerospace and Defense entstand 1990 mit der Ausgründung der Rüstungssparte von Honeywell. Honeywell hatte zu diesem Zeitpunkt schon 50 Jahre Rüstungsgüter für die Vereinigten Staaten und für den Export produziert. ATK expandierte in den Luftfahrtbereich mit dem Erwerb der Hercules Aerospace Company 1995 und von Thiokol Propulsion 2001. Weitere Erwerbungen von Firmen folgten.
Orbital ATK nutzt weiterhin, als einziger Betreiber weltweit, die Lockheed L-1011 TriStar als Trägerflugzeug für Pegasusraketen. Im April 2015 wurde die Stargazer neu lackiert.

## Übernahme durch Northrop Grumman
Im September 2017 teilte Northrop Grumman mit, Orbital ATK zu einem Kaufpreis von rund 7,8 Milliarden Dollar sowie deren bestehende Schulden in Höhe von rund 1,4 Milliarden Dollar übernehmen zu wollen. Die Transaktion wurde am 6. Juni 2018 abgeschlossen.

## Flugsysteme

### Trägerraketen von Orbital ATK
- Antares (vormals Taurus II)
- Minotaur
- Pegasus[9]
- Omega (Entwicklung 2020 abgebrochen)[10]

### Raketentriebwerke
Das Unternehmen liefert unter anderem die Triebwerke für die Trident II D-5 und Minuteman-III-Interkontinentalraketen. Außerdem lieferte beziehungsweise liefert es die Feststoff-Booster für die Delta-II- und Delta-IV-Raketen, für die Atlas V und die Vulcan und für das Space Launch System (SLS) der NASA.

### Luftfahrtkomponenten
Orbital ATK liefert Komponenten für Flugzeughersteller und Flugzeugtriebwerkshersteller, etwa für den Airbus A350 XWB, für das GEnx-Triebwerk von General Electric, für das Rolls-Royce Trent XWB Triebwerk, für die Boeing 767 und die Boeing C-17 Globemaster III.
Ebenso werden Teile geliefert für die Lockheed Martin F-22 Raptor, die Lockheed Martin F-35 Joint Strike Fighter, den Lockheed F-117 und den Northrop Grumman B-2 Spirit.

## Verteidigungssysteme
Orbital ist ein Hersteller von automatischen Kanonen und Maschinenkanonen. Zum Produktionsumfang gehören:
- 30/40mm Mk44 Bushmaster Automatic Cannon
- 25mm M242 Bushmaster
- GAU-23 Bushmaster Automatic Cannon
- Bushmaster III
- 7.62mm Bushmaster Chain Gun
- 30mm M230LF Chain Gun

### Raketentriebwerke für militärische Raketen
Orbital ATK liefert folgende Raketenantriebe für militärische Raketen:
- Attitude Control Motor (ACM) für das Orion Exploration Vehicle
- Brimstone Rocket Motor
- Chaparral M-121 Rocket Motor
- Evolved Sea Sparrow Missile-Propulsion System
- HELLFIRE Rocket Motor
- IM HELLFIRE Rocket Motor
- IM Joint Air-to-ground Missile Rocket Motor (IM JAGM)
- Maverick Propulsion System & Heavy Warhead
- Mk 419 Multi-Function Fuze (MFF)
- Oriole Booster Motor
- Rolling Airframe Missile Rocket Motor
- STAR™ Motors/Stages
- Sidewinder Rocket Motors
- TOW-2 Rocket Motor
- Third-Stage Rocket Motor (TSRM)[15]

### Munition
Orbital ATK besitzt ein breites Produktportfolio für Munition von kleinen bis mittleren Kalibern insbesondere:
- 105mm Ammunition
- 120mm Ammunition
- 20mm x 102mm Ammunition
- 25mm Ammunition
- 30mm Ammunition
- 30mm & 20mm x 173mm Munition System
- 30mm & 30mm x 173mm Munition
- Mittlere und große Kaliber
- MK19 MOD-3 Grenade Machine Gun
- XM395 Precision Mortar (120mm)[16]

## Raumfahrtsysteme
Das Tochterunternehmen Orbital Sciences Corporation konstruiert und betreibt Trägerraketen, produziert Satelliten für die NASA, das Militär und für private Nutzer, liefert aber auch Komponenten für andere Hersteller von Satelliten wie Solarpaneele etc. Bekannte Satelliten sind die GeoStar und LEOStar-Baureihe.